# FK Haugesund
Az FK Haugesund, teljes nevén Fotballklubben Haugesund egy norvég labdarúgócsapat. A klubot 1993-ban alapították két klub, a Djerv 1919 és az SK Haugar egyesítésével. Jelenleg az első osztályban szerepel.

## Játékoskeret
2022. március 9. szerint.
| #  |     | Poszt | Név                  |
| -- | --- | ----- | -------------------- |
| 1  | NOR | K     | Egil Selvik          |
| 3  | NOR | V     | Nikolas Walstad      |
| 4  | DEN | V     | Anders Bærtelsen     |
| 5  | DEN | V     | Søren Reese          |
| 6  | DEN | KP    | Magnus Christensen   |
| 7  | DEN | KP    | Peter Therkildsen    |
| 8  | NOR | KP    | Kevin Martin Krygård |
| 9  | NOR | KP    | Sondre Liseth        |
| 10 | NOR | KP    | Christos Zafeiris    |
| 11 | TUN | CS    | Sebastian Tounekti   |
| 14 | NOR | CS    | Martin Samuelsen     |
| 15 | NOR | V     | Ulrik Fredriksen     |

| #  |     | Poszt | Név                     |
| -- | --- | ----- | ----------------------- |
| 16 | NOR | CS    | Alexander Søderlund     |
| 17 | NGR | CS    | Hilary Gong             |
| 20 | NOR | KP    | Torje Naustdal          |
| 21 | DEN | KP    | Julius Eskesen          |
| 23 | NOR | V     | Thore Baardsen Pedersen |
| 26 | CPV | KP    | Bruno Leite             |
| 27 | NOR | KP    | Mads Berg Sande         |
| 30 | SEN | KP    | Ibrahima Cissokho       |
| 32 | NOR | K     | Frank Stople            |
| 38 | NOR | KP    | Vegard Solheim          |
| 99 | NOR | CS    | Bilal Njie              |

## Legutóbbi szezonok
| Szezon             | Poz. | M  | Gy | D  | V  | RG | KG | P  | Kupa        | Megjegyzés |
| ------------------ | ---- | -- | -- | -- | -- | -- | -- | -- | ----------- | ---------- |
| 2006 - 1. divisjon | 9    | 30 | 11 | 5  | 14 | 40 | 37 | 38 | 3. kör      |            |
| 2007 - 1. divisjon | 8    | 30 | 10 | 9  | 11 | 49 | 52 | 39 | Döntő       |            |
| 2008 - 1. divisjon | 7    | 30 | 11 | 9  | 10 | 48 | 47 | 42 | 4. kör      |            |
| 2009 - 1. divisjon | ↑ 1  | 30 | 18 | 4  | 8  | 67 | 37 | 58 | 3. kör      | Feljutott  |
| 2010 - Tippeligaen | 6    | 30 | 12 | 9  | 9  | 51 | 39 | 45 | 4. kör      |            |
| 2011 - Tippeligaen | 6    | 30 | 14 | 5  | 11 | 55 | 43 | 47 | 4. kör      |            |
| 2012 - Tippeligaen | 7    | 30 | 11 | 9  | 10 | 46 | 40 | 42 | Negyeddöntő |            |
| 2013 - Tippeligaen | 3    | 30 | 15 | 6  | 9  | 41 | 39 | 51 | Elődöntő    |            |
| 2014 - Tippeligaen | 11   | 30 | 10 | 6  | 14 | 43 | 49 | 36 | Negyeddöntő |            |
| 2015 - Tippeligaen | 12   | 30 | 8  | 7  | 15 | 33 | 52 | 31 | 2. kör      |            |
| 2016 - Tippeligaen | 4    | 30 | 12 | 10 | 8  | 47 | 43 | 46 | 4. kör      |            |
| 2017 - Eliteserien | 10   | 30 | 11 | 6  | 13 | 35 | 39 | 39 | 4. kör      |            |
| 2018 - Eliteserien | 4    | 30 | 16 | 5  | 9  | 45 | 33 | 53 | Negyeddöntő |            |
| 2019 - Eliteserien | 7    | 30 | 9  | 13 | 8  | 44 | 37 | 40 | Döntő       |            |
| 2020 - Eliteserien | 9    | 30 | 11 | 6  | 13 | 39 | 51 | 39 | —           |            |
| 2021 - Eliteserien | 11   | 30 | 9  | 8  | 13 | 46 | 45 | 35 | 1. kör      |            |
| 2022 - Eliteserien | 10   | 30 | 10 | 8  | 12 | 42 | 46 | 38 |             |            |

## A nemzetközi kupasorozatokban
| Szezon  | Kupasorozat | Forduló | Ellenfél            | Hazai pályán elért eredmény | Idegenben elért eredmény | Összesített eredmény |  |
| ------- | ----------- | ------- | ------------------- | --------------------------- | ------------------------ | -------------------- |  |
| 2014–15 | Európa-liga | 1Q      | Airbus UK Broughton | 2–1                         | 1–1                      | 3–2                  |  |
| 2014–15 | Európa-liga | 2Q      | FK Sarajevo         | 1–3                         | 1–0                      | 2–3                  |  |
| 2017–18 | Európa liga | 1Q      | Coleraine           | 7–0                         | 0–0                      | 7–0                  |  |
| 2017–18 | Európa liga | 2Q      | Lech Poznań         | 3–2                         | 0–2                      | 3–4                  |  |
| 2019–20 | Európa-liga | 1Q      | Cliftonville        | 5–1                         | 1–0                      | 6–1                  |  |
| 2019–20 | Európa-liga | 2Q      | Sturm Graz          | 2–0                         | 1–2                      | 3–2                  |  |
| 2019–20 | Európa-liga | 3Q      | PSV Eindhoven       | 0–1                         | 0–0                      | 0–1                  |  |

## Sikerek
Eliteserien
- Bronzérmes (1): 2013

Norvég kupa
- Döntős (2): 2007, 2019